# スベリン
スベリン（suberin）とは、植物が産生する蝋質の物質である。コルクの主要な構成成分の一つであり、コルクガシの学名Quercus suberから名付けられた。

## 生体構造と物性
スベリンは疎水性の、いくらか「弾力のある（rubbery）」物質で、その主な働きは水分の組織への透過を防ぐことである。根において、スベリンは内皮細胞の放射方向および横断方向の細胞壁に蓄積する。この構造はカスパリー線（casparian strip、casparian band）として知られ、根から吸収した水や養分がアポプラストを通って中心柱に入るのを防ぐ役割を持つ。アポプラストを通れなくなった水や養分はシンプラスト経由で内皮細胞の中を通過することになるため、植物は水に溶けた物質を選択的に吸収することができる。この機能によって、スベリンは有害な物質に対する重要なバリアとなっている。たとえばマングローブは、海岸に生育する上で、過剰な塩分の吸収をスベリンによって防いでいる。
スベリンは樹皮のコルク層でも見つかっている。これは樹皮の最外層にあたり、スベリンに富む死細胞から形成されており、内層の組織からの水分の蒸発を防いでいる。スベリンは植物のその他の器官に見られることもあり、例としてメロンの網目模様が挙げられる。

## 化学構造と生合成
スベリンは芳香族化合物の重合体および脂肪族化合物の重合体の2種類の構造からなる。芳香族化合物重合体は主に一次壁、脂肪族化合物重合体は主に一次壁と細胞膜の間に位置し、この2つの構造の間は架橋構造によって結合していると考えられている。スベリンモノマーの量・質的な構成成分は植物種によってさまざまである。一般的な脂肪族の構成成分としてα-ヒドロキシ脂肪酸（主に18-ヒドロキシオクタデク-9-エン酸）やα,ω-二酸（主にオクタデク-9-エン-1,18-二酸）などが挙げられる。芳香族化合物重合体のモノマーはヒドロキシ桂皮酸とその誘導体（フェロイルチラミンなど）である。
ある種の植物では芳香族化合物と脂肪族化合物の他、グリセリンも主要なスベリンの構成成分の一つとなっていることが知られている。予想されるグリセリンの機能は、スベリンポリマー形成の過程で、脂肪族化合物同士の重合、および脂肪族化合物と芳香族化合物との重合を助けることである。芳香族化合物の重合の過程にはペルオキシダーゼが関わっていることが知られている。
脂肪族化合物の生合成の初期のステップはクチンと同じであり、芳香族化合物の生合成の初期のステップはリグニンと同じである。
芳香族化合物の重合体には植物色素のフロバフェンが含まれることもある。